# Gmina Olecko
Die Gmina Olecko [ɔˈlɛtskɔ] ist eine Stadt-und-Land-Gemeinde im Powiat Olecki der Woiwodschaft Ermland-Masuren in Polen. Sitz des Powiat und der Gemeinde ist die gleichnamige Stadt (deutsch Marggrabowa, umgangssprachlich auch Oletzko, 1928–1945 Treuburg) mit etwa 16.500 Einwohnern.

## Geographie

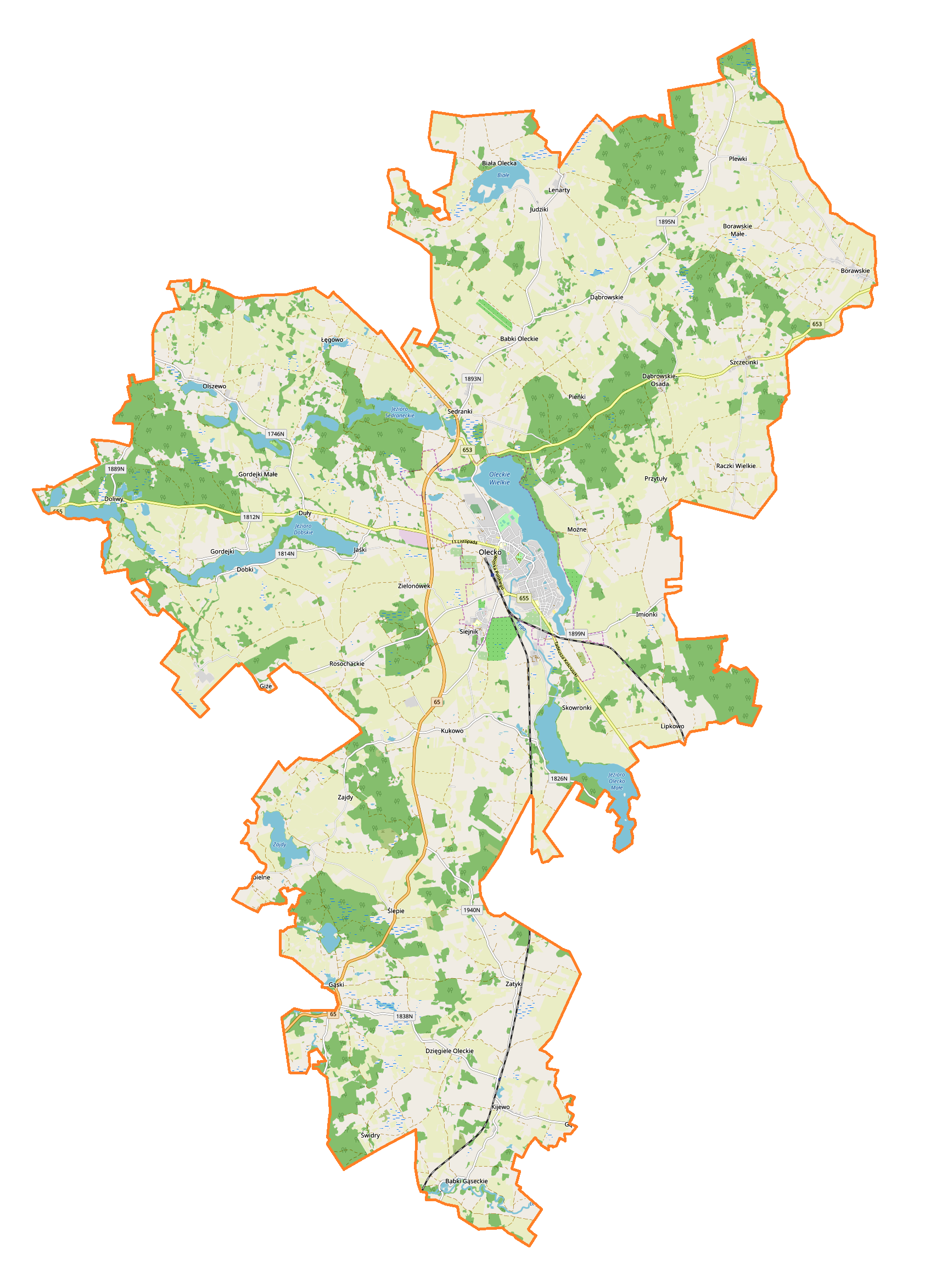
Karte der Gemeinde

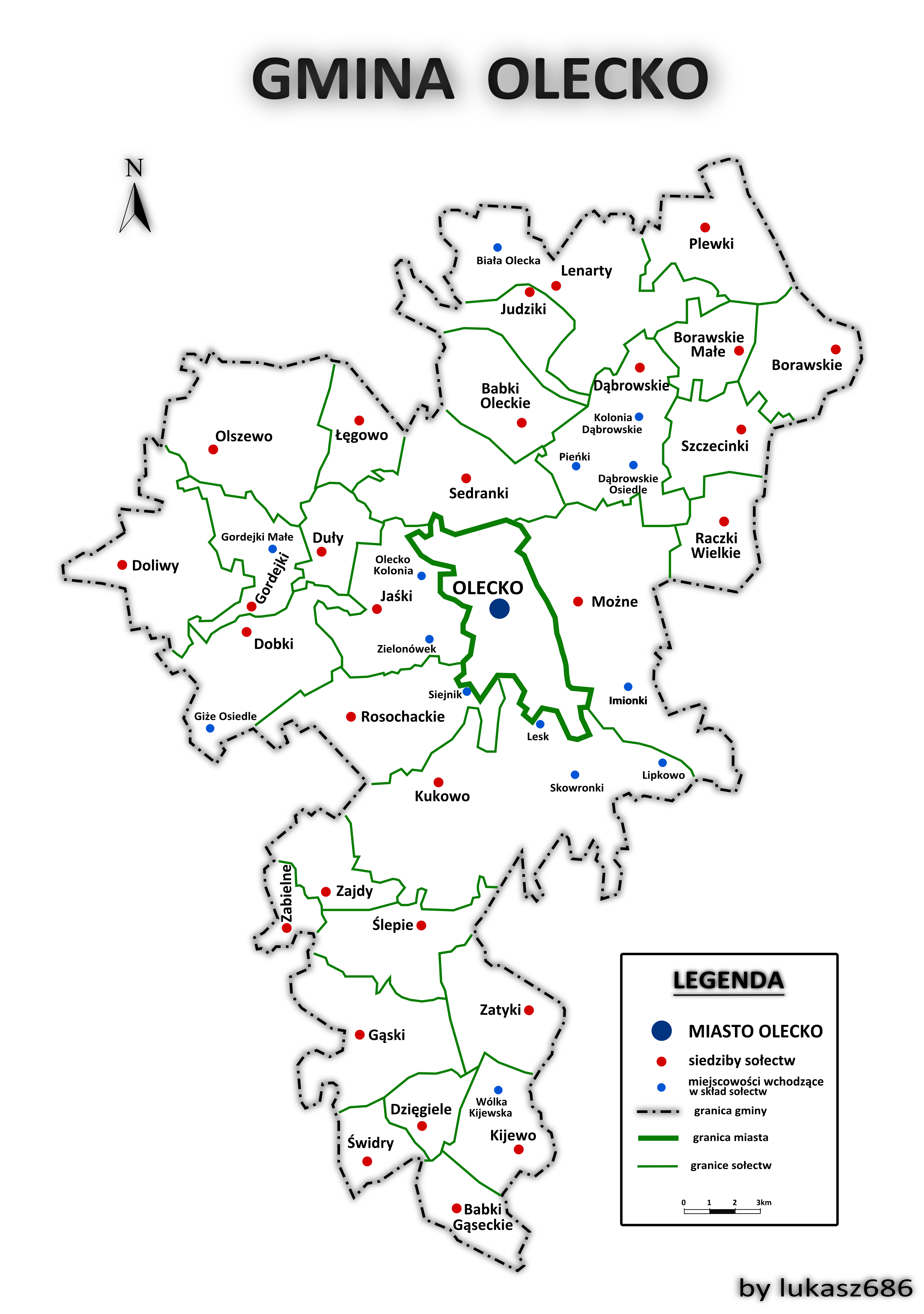
Schulzenämter der Gmina Olecko (Stand 2015)

Die Gemeinde liegt im Osten der Woiwodschaft Ermland-Masuren und grenzt dort an die Woiwodschaft Podlachien. Die Stadt Ełk (Lyck) liegt 12 Kilometer südwestlich. Nachbargemeinden sind in Podlachien Filipów und Bakałarzewo im Nordosten; in der Woiwodschaft Ermland-Masuren Wieliczki und Kalinowo im Südosten, Ełk im Südwesten, Świętajno im Westen und Kowale Oleckie im Norden.
Die Gemeinde hat eine Fläche von 266,6 km², die zu 69 Prozent land- und zu 16 Prozent forstwirtschaftlich genutzt wird. Es gibt eine Vielzahl von kleinen und mittelgroßen Seen. Die fünf größten sind Jezioro Oleckie Wielkie (227 Hektar, Großer Oletzkoer See), Olecko Małe (223 Hektar, Klein Oletzkoer See), Jezioro Dobskie (153 Hektar), Jezioro Sedraneckie (78 Hektar, Sedranki-See) und Zajdy (57 Hektar). Wichtigstes Fließgewässer ist die Lega.

## Geschichte
Die Landgemeinde wurde 1973 aus verschiedenen Gromadas neu gebildet. Stadt- und Landgemeinde wurden 1990/1991 zur Stadt-und-Land-Gemeinde zusammengelegt. Ihr Gebiet gehörte von 1946 bis 1975 zur Woiwodschaft Białystok und anschließend bis 1998 zur Woiwodschaft Suwałki. Der Powiat wurde von 1975 bis 1998 aufgelöst. Zum 1. Januar 1999 kam die Gemeinde zur Woiwodschaft Ermland-Masuren und wieder zum Powiat Olecki.

## Gliederung
Zur Stadt-und-Land-Gemeinde Olecko gehören die Stadt selbst und 33 Dörfer(deutsche Namen, amtlich bis 1945) mit 34 Schulzenämtern (sołectwo):
- Babki Gąseckie (Babken, Kirchspiel Gonsken, 1938–1945 Babeck)
- Babki Oleckie (Babken, Kirchspiel Marggrabowa, 1938–1945 Legenquell)
- Borawskie (Borawsken, 1938–1945 Deutscheck)
- Borawskie Małe (Klein Borawsken, 1938–1945 Kleindeutscheck)
- Dąbrowskie I (Dombrowsken, 1938–1945 Königsruh)
- Dąbrowskie II
- Dobki (Dopken, 1938–1945 Markgrafsfelde)
- Doliwy (Doliwen, 1938–1945 Teichwalde)
- Duły (Dullen)
- Dzięgiele Oleckie (Dzingellen, 1938–1945 Dingeln)
- Gąski (Gonsken, 1938–1945 Herzogskirchen)
- Giże
- Gordejki (Gordeyken, 1938–1945 Gordeiken)
- Gordejki Małe (Klein Gordeyken, 1938–1945 Kleingordeiken)
- Imionki (Prostkergut)
- Jaśki (Jaschken, 1938–1945 Jesken)
- Judziki (Judzicken, 1929–1945 Wiesenhöhe)
- Kijewo (Kiöwen)
- Kukowo (Kukowen, 1938–1945 Reinkental)
- Łęgowo (Lengowen, 1938–1945 Lengau)
- Lenarty (Lehnarten)
- Lipkowo (Lindenhof)
- Możne (Moosznen, 1936–1938 Mooschnen, 1938–1945 Moschnen)
- Olszewo (Olschöwen, 1933–1945 Erlental)
- Plewki (Plöwken)
- Raczki Wielkie (Groß Retzken)
- Rosochackie (Rosochatzken, 1938–1945 Albrechtsfelde)
- Sedranki (Seedranken)
- Ślepie (Schlepien, 1938–1945 Schlöppen)
- Świdry (Schwiddern)
- Szczecinki (Sczeczinken, 1916–1945 Eichhorn)
- Zabielne (Sabielnen, 1938–1945 Podersbach)
- Zajdy (Sayden, 1938–1945 Saiden)
- Zatyki (Sattycken, 1938–1945 Satticken)

Kleinere Ortschaften und Weiler der Gemeinde sind:
- Biała Olecka (Bialla, 1903–1945 Billstein)
- Dąbrowskie-Osada
- Imionki PKP
- Kolonie Dąbrowskie
- Lesk (Legahof)
- Olecko-Kolonia
- Pieńki (Stobbenorth, 1928–1945 Stobbenort)
- Przytuły (Przytullen, 1938–1945 Siebenbergen)
- Siejnik (Elisenhöhe)
- Skowronki (Birkenort)
- Wólka Kijewska (Kiöwenhorst)
- Zielonówek (Grüneberg)

## Verkehr
Die Landesstraße DK65 verläuft in Nord-Süd-Richtung von Gołdap (Goldap) (Grenzübergang nach Gussew, Oblast Kaliningrad) nach Gródek (Grenzübergang nach Belarus). Von Sedranki zweigt die Woiwodschaftsstraße DW653 nach Suwałki (Suwalken) und Sejny ab. Die DW655 führt von Giżycko (Lötzen) über Olecko nach Suwałki.
Die nächsten internationalen Flughäfen sind Danzig und Warschau.
Die Bahnstrecken Olecko–Suwałki und Gołdap–Ełk werden gegenwärtig nur im Güterverkehr bedient.